# Al-Ghantu
Al-Ghantu (arab. الغنطو) – miasto w Syrii, w muhafazie Hims. W 2004 roku liczyło 9412 mieszkańców.